# تشارلز دي غري
تشارلز دي غري (بالإنجليزية: Aubrey de Grey)‏ (ولد 1963  م) هو طبيب الشيوخ ‏، وعالم حاسوب بريطاني، ولد في لندن.

## التعليم
تعلم في قاعة الثالوث ‏، ومدرسة هرو.

## وصلات خارجية
- تشارلز دي غري على موقع IMDb (الإنجليزية)
- تشارلز دي غري على موقع قاعدة بيانات الفيلم (الإنجليزية)

- تشارلز دي غري في قاعدة بيانات الأفلام على الإنترنت